# Алільний інтермедіат
Алільний інтермедіат (рос. аллильный интермедиат, англ. allylic intermediate) — часто спостережувана в різноманітних каталітичних реакціях алкенів нестійка проміжна хімічна частинка (карбаніон, карбенієвий іон, радикал), яка формально утворюються внаслідок відщеплення одного гідрона, гідриду або гідрогену від СН3-групи пропену або його похідних. 
Приклад: алільний катіон Н2С=СНСН2+.